# Pakistanische Cricket-Nationalmannschaft in Sri Lanka in der Saison 2023
Die Tour der pakistanischen Cricket-Nationalmannschaft nach Sri Lanka in der Saison 2023 fand vom 16. bis zum 27. Juli 2023 statt. Die internationale Cricket-Tour war Bestandteil der Internationalen Cricket-Saison 2023 und der ICC World Test Championship 2023–2025 und umfasste zwei Tests. Pakistan gewann die Serie 2–0.

## Vorgeschichte
Sri Lanka spielte zuvor eine Tour gegen Afghanistan, für Pakistan war es die erste Tour der Saison. Das letzte Aufeinandertreffen der beiden Mannschaften bei einer Tour fand in der Saison 2022 in Sri Lanka statt.

## Stadien
Die folgenden Stadien wurde für die Tour als Austragungsorte vorgesehen.
| Stadion                            | Stadt   | Kapazität | Spiele  |
| ---------------------------------- | ------- | --------- | ------- |
| Sinhalese Sports Club Ground (SSC) | Colombo | 10.000    | 2. Test |
| Galle International Stadium        | Galle   | 35.000    | 1. Test |

## Kaderlisten
Pakistan benannte seinen Kader am 17. Juni 2023.
| Test | Test |
| Sri Lanka | Pakistan |
| --- | --- |
| - Dimuth Karunaratne (K) - Dhananjaya de Silva (VK) - Dinesh Chandimal (wk) - Asitha Fernando - Vishwa Fernando - Prabath Jayasuriya - Praveen Jayawickrama - Lakshitha Manasinghe - Angelo Mathews - Dilshan Madushanka - Nishan Madushka - Kamindu Mendis - Kusal Mendis (wk) - Ramesh Mendis - Pathum Nissanka - Kasun Rajitha - Sadeera Samarawickrama (wk) | - Babar Azam (K) - Mohammad Rizwan (VK, wk) - Shaheen Afridi - Aamer Jamal - Abrar Ahmed - Sarfaraz Ahmed (wk) - Hasan Ali - Noman Ali - Imam-ul-Haq - Mohammad Huraira - Shan Masood - Mohammad Nawaz - Salman Ali Agha - Abdullah Shafique - Naseem Shah - Saud Shakeel |

## Tour Match
| 11. – 12. Juli Scorecard | Hambantota | Sri Lanka Cricket President’s XI 196 (46.3) & 88-4 (30) | – | Pakistan 342 (78.3) |
|                          |            | Remis                                                   |   |                     |

## Tests

### Erster Test in Galle
| 16. – 20. Juli Scorecard | Galle | Sri Lanka 312 (95.2) & 279 (83.1) | – | Pakistan 461 (121.2) & 133-6 (32.5) |
|                          |       | Pakistan gewinnt mit 4 Wickets    |   |                                     |

Sri Lanka gewann den Münzwurf und entschied sich als Schlagmannschaft zu beginnen. Für sie bildeten Eröffnungs-Batter Dimuth Karunaratne und der dritte Schlagmann Kusal Mendis eine Partnerschaft. Mendis erreichte 12 Runs und wurde gefolgt durch Angelo Mathews. Karunaratne verlor sein Wicket nach 29 Runs und es kam Dhananjaya de Silva aufs Feld. Mathews verlor dann sein wicket nach einem Fifty über 64 Runs und nachdem Sadeera Samarawickrama 36 Runs erzielte, endete der Tag beim Stand von 242/6. Am zweiten Tag erreichte de Silva ein Century über 122 Runs aus 214 Bällen, woraufhin Vishwa Fernando noch 21* Runs hinzufügen konnte, bevor das letzte Wicket des Innings fiel. Die besten pakistanischen Bowler mit jeweils drei Wickets waren Abrar Ahmed für 68 Runs, Shaheen Afridi für 86 Runs und Naseem Shah für 90 Runs. Für Pakistan formten Eröffnungs-Batter Abdullah Shafique und der dritte Schlagmann Shan Masood eine Partnerschaft. Shafique erreichte 19 Runs und wurde gefolgt durch Babar Azam. Masood verlor sein wicket nach 39 Runs und nachdem Azam 13 Runs erzielte etablierte sich Saud Shakeel. An dessen Seite erreichte Sarfaraz Ahmed 17 Runs, bevor Salman Ali Agha zusammen mit Shakeel den Tag beim Stand von 221/5 beendete. Am dritten Tag schied Slaman nach einem Fifty über 83 Runs aus und an der Seite von Shakeel erreichte Noman Ali 25 und Abrar Ahmed verlor nach 10 Runs das letzte Wicket des Innings. Shakeel hatte bis dahin ein Double-Century über 208* Runs aus 361 Bällen erreicht. Beste sri-lankische Bowler waren Ramesh Mendis mit 5 Wickets für 136 Runs und Prabath Jayasuriya mit 3 Wickets für 145 Runs. Für Sri lanka begannen Nishan Madushka und Dimuth Karunaratne und beendeten den tag beim Stand von 14/0. Am vierten Tag verlor Karunaratne nach 20 Runs sein Wicket und der hineinkommende Kusal Mendis mit 18 Runs. Dinesh Chandimal kam aufs Feld und Madushka schied nach einem Fifty über 52 Runs aus, woraufhin er durch Dhananjaya de Silva ersetzt wurde. Chandimal konnte 28 Runs erzielen und nachdem Sadeera Samarawickrama 11 Runs erreichte, kam Ramesh Mendis ins Spiel. Mendis erzielte 42 Runs und wurde gefilgt durch Prabath Jayasuriya. De Silva verlor dann sein Wicket nach einem Half-Century über 82 Runs und Jayasuriya nach 10 Runs, womit die Vorgabe auf 131 Runs festgesetzt wurde. Beste pakistanische Bowler waren Abrar Ahmed mit 3 wickets für 68 Runs und Noman Ali mit 3 wickets für 75 Runs. Für Pakistan fand Imam-ul-Haq einen Partner mit Babar Azam, bevor der Tag beim Stand von 48/3 endete. Am fünften Tag schied Azam nach 24 Runs aus und der hineinkommende Saud Shakeel erzielte 30 Runs. Imam-ul-Haq erreichte dann die Vorgabe mit einem ungeschlagenen Fifty über 50* Runs. Bester sri-lankischer Bowler war Prabath Jayasuriya mit 4 Wickets für 56 Runs. Als Spieler des Spiels wurde Saud Shakeel ausgezeichnet.

### Zweiter Test in Colombo
| 24. – 27. Juli Scorecard | Colombo (SSC) | Sri Lanka 166 (48.4) & 188 (67.4)               | – | Pakistan 576-5d (134) |
|                          |               | Pakistan gewinnt mit einem Innings und 222 Runs |   |                       |

Sri Lanka gewann den Münzwurf und entschied sich als Schlagmannschaft zu beginnen. Für sie erreichte Eröffnungs-Batter Dimuth Karunaratne 17 Runs. Daraufhin bildete sich die Partnerschaft zwischen Dinesh Chandimal und Dhananjaya de Silva. Chandimal erzielte 34 Runs und wurde gefolgt durch Ramesh Mendis. De Sliva schied nach einem Fifty über 57 runs, bevor Mendis das letzte wicket des Innings nach 27 Runs verlor. Beste pakistanische Bowler waren Abrar Ahmed mit 4 wickets für 69 Runs und Naseem Shah mit 3 Wickets für 41 Runs. Für Pakistan konnte sich dann Eröffnungs-Batter Abdullah Shafique etablieren. An seiner Seite erreichte Shan Masood ein Fifty über 51 Runs und nachdem Babar Azam ins Spiel kam, endete der Tag beim Stand von 145/2. Am zweiten Tag konnte nur in der ersten Session gespielt werden, doch schon vor dem Lunch setzten Regenfälle ein, die das Spielen für den tag beim Stand von 178/2 beendeten. Am dritten Tag schied dann Azam nach 39 Runs aus und der hineinkommende Saud Shakeel verlor nach einem Fifty über 57 Runs sein Wicket. Ihm folgte Sarfaraz Ahmed, der nach 14 Runs verletzt aufgeben musste und durch Salman Ali Agha ersetzt wurde. Shafique verlor dann nach einem Double-Century über 201 Runs aus 326 Bällen sein Wicket und nachdem Mohammad Rizwan aufs Feld kam, endete der tag beim Stand von 563/5. Nach nur zwei Overn am fünften Tag deklarierte Pakistan mit einem Vorsprung von 410 Runs. Bester sri-lankischer Bowler war Asitha Fernando mit 3 Wickets für 133 Runs. Für Sri Lanka formten dann Nishan Madushka und Dimuth Karunaratne eine Partnerschaft. Madushka schied nach 33 Runs aus und wurde gefolgt durch Kusal Mendis. Nachdem Karunaratne nach 41 Runs sein Wicket verloren hatte, wurde er durch Angelo Mathews ersetzt, der sich etablieren konnte. Mendis erreichte dann 14 Runs und der folgende Dhananjaya de Silva 10 und Ramesh Mendis 16 Runs. Das letzte Wicket fiel dann als Mathews nach einem Half-Century bei 63* Runs stand, womit die Innings-Niederlage feststand. Die pakistanischen Wickets erzielten Noman Ali mit 7 Wickets für 70 Runs und Naseem Shah mit 3 Wickets für 44 Runs. Als Spieler des Spiels wurde Abdullah Shafique ausgezeichnet.

## Auszeichnungen

### Player of the Series
Als Player of the Series wurden der folgende Spieler ausgezeichnet.
| Serie | Player of the Series |
| ----- | -------------------- |
| Test  | Salman Ali Agha      |

### Player of the Match
Als Player of the Match wurden die folgenden Spieler ausgezeichnet.
| Spiel   | Player of the Match |
| ------- | ------------------- |
| 1. Test | Saud Shakeel        |
| 2. Test | Abdullah Shafique   |